# The Moon Under Water
The Moon Under Water (La Luna Bajo El Agua) es el tercer álbum de estudio del cantante Ryan Cabrera, lanzado en los Estados Unidos el 13 de mayo de 2008.
En su primera semana el álbum debuta en la posición N.º #177 en el Billboard 200 vendiendo solo 4000 copias. El primer sencillo fue "Say" el que fue lanzado a principios de febrero del mismo año siendo un fracaso en las listas estadounidenses.

## Lista de canciones
1. "In Between Lights" – 3:56
2. "Enemies" – 3:45
3. "Say" – 3:37
4. "Rise (The Dog Barks)" – 5:20
5. "Sit Back, Relax" – 3:41
6. "The Tango" – 3:21
7. "How Bout Tonite" – 3:42
8. "I Shoulda Kissed U" – 3:43
9. "Say You Will" – 4:15
10. "Please Don't Lie" – 3:24
11. "I Will Remember You" – 3:17

### Sencillos
Su primer sencillo fue «Say» y se lanzó el 25 de octubre de 2008. 

## Pistas adicionales
1. "Say" (Drama Remix) - [Wal-Mart Bonus Track]
2. "Sit Back, Relax" (Ryan Cabrera Remix) [iTunes Bonus Track]

## Posicionamiento
| Listas        | País          | Proveedor | Posición | Certificación | Ventas |
| ------------- | ------------- | --------- | -------- | ------------- | ------ |
| Billboard 200 | United States | RIAA      | 177      |               |        |